# Hymenocallis cordifolia
Hymenocallis cordifolia) es una especie de planta bulbosa geófita perteneciente a  la familia de las amarilidáceas. Es originaria de México (Guerrero).

## Taxonomía
Hymenocallis cordifolia fue descrita por Micheli y publicado en Rev. Hort. 1899: 444, t. 191, en el año 1899.
Etimología
Hymenocallis: nombre genérico que proviene del griego y significa "membrana hermosa", aludiendo a la corona estaminal que caracteriza al género.
cordifolia: epíteto latino que significa "con hojas en forma de corazón".